# Eupatridai (Adelsgeschlecht)
Die Eupatridai (altgriechisch Εὐπατρίδαι Eupatriden, deutsch ‚von edlen Ahnen‘, ‚von guten Vätern‘) waren ein attisches Adelsgeschlecht (γένος). Es ist seit der hellenistischen Zeit als Inhaber bestimmter erblicher kultischer Funktionen bekannt. Bekanntestes Amt der Familie war das der exēgētai, der ‚Ausleger‘, das es im Rahmen des Kultes für den delphischen Apollon gab.